# Pygopleurus distinguenda
Pygopleurus distinguenda es una especie de coleóptero de la familia Glaphyridae.

## Distribución geográfica
Habita en Georgia.